# Astragalus massiliensis
Astragalus massiliensis es un arbusto de la familia de las leguminosas.

## Descripción
Arbusto muy espinoso, redondeado, de hasta 10-30 cm de altura, con muchos tallos ramificados y base leñosa. Hojas caedizas, de 2-7 cm de largo, paripinnadas, con 12-24 folíolos finamente ovalados, de 4-6 mm de largo, muy vellosos por el envés; estípulas unidas al pecíolo, lanceoladas, vellosas; espinas formadas por los pecíolos viejos. Flores en número de 3-8 formando racimos pedunculados globulares; corola blanca, estandarte de 13-17 mm, alas de 11-15 mm, quilla de 9-13 mm; cáliz de 5-7 mm, tubular, vellosos, tubo 3-4 veces más largo que la lacinia lanceolada. Vaina de 9-10 mm, alargada, puntiaguda, de vello corto, con 4 semillas.

## Hábitat
Desde el nivel del mar hasta 300 m; en suelos arenosos y rocosos próximos al mar.

## Distribución
Italia, sur de Francia, Portugal y noreste de España. Mediterráneo occidental, hasta Córcega y Cerdeña.

## Nombre común
- Castellano: alquitera, granevano.[1]